# Сквайер, Билли
Уильям Хейслип «Билли» Сквайер (англ. William Haislip "Billy" Squier; род. 12 мая 1950) — американский рок-музыкант. Его хиты занимали первые строчки рок чартов в начале 1980—х годов. Одна из самых знаменитых его песен — «The Stroke» с альбома 1981 года «Don’t Say No». Другие популярные хиты — «In the Dark», «Rock Me Tonight», «Lonely Is the Night», «My Kinda Lover», «Everybody Wants You», «All Night Long» и «Emotions in Motion».

## Дискография

### Студийные альбомы
- The Tale of the Tape (1980)
- Don't Say No (1981)
- Emotions in Motion (1982)
- Signs of Life (1984)
- Enough Is Enough (1986)
- Hear & Now (1989)
- Creatures of Habit (1991)
- Tell the Truth (1993)
- Happy Blue (1998)